# Дейвид Зиндел
Дейвид Зиндел (на английски: David Zindell) е американски писател на научна фантастика.

## Биография и творчество
Роден е на 28 ноември 1952 г. в Толидо, щат Охайо, и има бакалавърска степен по математика от университета в Колорадо. По време на ученето си е изучавал и антропология.
Първият му разказ The Dreamer's Sleep е публикуван през 1984 г., но истинска популярност получава след публикуването на неговия фантастичен разказ Shanidar през 1985 г. След излизането на този разказ Дейвид Зиндел е номиниран за наградата на Джон Кемпбъл. Неговият първи роман Neverness излиза през 1988 г. Той е сюжетно обвързан с разказа Shanidar. Тази история той продължава да развива и в следващите си книги.